# Nikki IJzerman
Nikki IJzerman (Dordrecht, 6 augustus 2000) is een Nederlands voetbalspeelster. Ze speelt als middenvelder voor RSC Anderlecht in de Belgische Super League.

## Clubcarrière
IJzerman begon bij de jeugd van Vv Drechtstreek, SteDoCo en VV Papendrecht. Voor SBV Excelsior ging zij in seizoen 2017–18 in de Nederlandse Eredivisie Vrouwen spelen. In mei 2020 tekende ze een contract voor twee seizoenen bij ADO Den Haag.
IJzerman werd in het seizoen 2022-2023 gekozen tot speelster van het jaar van ADO Den Haag.
Op 5 mei 2023 tekende IJzerman een nieuwe verbintenis die haar tot 2024 aan de club uit de Hofstad verbonden houdt.
In 2024 verliet IJzerman ADO Den Haag en tekende ze een contract bij het Belgische RSC Anderlecht.

## Statistieken
| Seizoen | Club                  | Competitie         | Competitie | Competitie | Beker | Beker | Overig | Overig | Totaal | Totaal |
| Seizoen | Club                  | Competitie         | Wed.       | Dlp.       | Wed.  | Dlp.  | Wed.   | Dlp.   | Wed.   | Dlp.   |
| ------- | --------------------- | ------------------ | ---------- | ---------- | ----- | ----- | ------ | ------ | ------ | ------ |
| 2017/18 | Excelsior/Barendrecht | Vrouwen Eredivisie | 24         | 0          | 0     | 0     | 0      | 0      | 13     | 0      |
| 2018/19 | Excelsior/Barendrecht | Vrouwen Eredivisie | 24         | 0          | 0     | 0     | 0      | 0      | 24     | 0      |
| 2019/20 | Excelsior/Barendrecht | Vrouwen Eredivisie | 11         | 0          | 0     | 0     | 0      | 0      | 11     | 0      |
| 2020/21 | ADO Den Haag          | Vrouwen Eredivisie | 14         | 0          | 3     | 1     | 3      | 0      | 20     | 1      |
| 2021/22 | ADO Den Haag          | Vrouwen Eredivisie | 19         | 3          | 2     | 0     | 2      | 0      | 23     | 3      |
| 2022/23 | ADO Den Haag          | Vrouwen Eredivisie | 20         | 4          | 3     | 0     | 0      | 0      | 23     | 4      |
| 2023/24 | ADO Den Haag          | Vrouwen Eredivisie | 22         | 3          | 3     | 0     | 0      | 0      | 23     | 3      |
| 2024/25 | RSC Anderlecht        | Super League       | 0          | 0          | 0     | 0     | 0      | 0      | 0      | 0      |
| Totaal  | Totaal                | Totaal             | 134        | 10         | 9     | 1     | 5      | 0      | 143    | 11     |

Bijgewerkt t/m 15 juni 2024.
1 Lorsheijd ·
2 Vonk ·
3 Noordermeer ·
4 Pijnacker Hordijk ·
5 Nelemans ·
6 Raaijmakers  ·
7 Van Raay ·
8 Van den Goorbergh ·
9 Loonen ·
10 Van Oosten ·
11 Viehoff ·
14 Remmers ·
15 Van den Ende ·
16 Grimmius ·
18 Glotzbach ·
19 Boerboom ·
20 Van Mierlo ·
21 Burgers ·
23 Dupon ·
24 Van Egmond ·
35 Bol ·
Coach: Glotzbach
Assistent-coach: Van Tol